# Physiculus karrerae
Physiculus karrerae är en fiskart som beskrevs av Paulin, 1989. Physiculus karrerae ingår i släktet Physiculus och familjen Moridae. Inga underarter finns listade i Catalogue of Life.